# Ана Марковић
Ана Марковић (Београд, 30. март 1983) српска је филмска, телевизијска, позоришна и гласовна глумица.

## Биографија
Ана Марковић је рођена у Београду 30. марта 1983. године. Глуму је дипломирала на институту театра Лија Стразберга. Игра у позориштима у Београду. Радила је синхронизације цртаних филмова за студије Лаудворкс, Студио и Ливада Београд. Снимила је неколико телевизијских реклама.
Са супругом и две ћерке живи о Немачкој.

## Филмографија
| Год.  | Назив                                              | Улога                |
| ----- | -------------------------------------------------- | -------------------- |
| 2004. | Кад порастем бићу Кенгур                           | Љубица               |
| 2006. | Сутра ујутру                                       | Маја                 |
| 2007. | Клопка                                             | Службеница у пошти   |
| 2007. | Миле против транзиције                             | Ружица               |
| 2008. | Љубав и други злочини                              | Девојка у соларијуму |
| 2009. | Рањени орао (ТВ серија)                            | Београђанка          |
| 2009. | Плава гробница                                     | Школска другарица    |
| 2010. | Куку, Васа                                         | Беба                 |
| 2010. | Жена са сломљеним носем                            | Продавачица          |
| 2010. | Нова шанса                                         |                      |
| 2011. | Практични водич кроз Београд са певањем и плакањем | Ковиљка              |
| 2012. | Залет                                              |                      |
| 2012. | Најлепша је моја земља                             | Милена               |
| 2013. | Жене са Дедиња                                     | Борисова мајка       |
| 2015. |                                                    |                      |
| 2015. | Последњи пантери                                   | Сестра               |
| 2022. |                                                    | Сека                 |

## Синхронизације
| Година синх. | Назив                                   | Улога                                                                                        |
| ------------ | --------------------------------------- | -------------------------------------------------------------------------------------------- |
| 2006.        | Тејл спин (Лаудворкс)                   | Мафи Вандершмир итд.                                                                         |
| 2006.        | Легенда о Тарзану                       | Џамила (С1Е6)                                                                                |
| 2006.        | Лило и Стич (цртана серија)             | Нани Пелекаи, Труди Понос итд.                                                               |
| 2006.        | Пачије приче                            | Мама Бигл итд.                                                                               |
| 2006.        | Херкул (цртана серија)                  | Касандра, Атина, Галатеа, Касиопеја, музе                                                    |
| 2007.        | Брац: Дух из боце                       | Зел                                                                                          |
| 2007.        | Брац: Страствена мода                   | Менди Пикет                                                                                  |
| 2007-2008    | Винкс (С1-3)                            | Ајси, Гризелда, Амор, Лислис, Касандра, Фоеда, Конкорда, Ванеса (С1-2), Дијаспро (С1-2) итд. |
| 2007.        | Мала сирена (цртана серија)             | Урсула итд.                                                                                  |
| 2008.        | Брац: Модне виле                        | Цимбелин                                                                                     |
| 2008.        | Аладин (цртана серија)                  | споредне улоге                                                                               |
| 2008-2013.   | Пепа Прасе (Лаудворкс)                  | Госпођица Зец (С3-4), Мама Прасе                                                             |
| 2008-2014.   | Супер шпијунке (С1-5)                   | Сем                                                                                          |
| 2009.        | Хокејаши из свемира                     | Тања, Лукреција ДеКој                                                                        |
| 2010.        | Југио 5Д (Лаудворкс)                    | Мина Симингтон, Акиза Изински, Рели Досон, рачунар двобој-тркача                             |
| 2010.        | Прича о играчкама 3                     | Госпођа Дејвис                                                                               |
| 2011-2014.   | Беново и Холино мало краљевство         | Дадиља Шљивка                                                                                |
| 2011.        | Лило и Стич                             | Нани Пелекаи                                                                                 |
| 2011.        | ММП: Чаробно другарство (Демо синх.)    | Еплџек                                                                                       |
| 2011.        | Фиш и Чипс                              | Маријана, Тифани                                                                             |
| 2012.        | Аутомобили                              | Фло                                                                                          |
| 2012.        | Дивљина                                 | Бриџит, мама нилски коњ                                                                      |
| 2012.        | Животињски атлас                        |                                                                                              |
| 2013.        | Анималија (Лаудворкс)                   | Алегра, Зи, Елни, Ема                                                                        |
| 2013.        | Лисица и пас                            | Велика Мама                                                                                  |
| 2013.        | Поштар Пет: Специјалне поштанске услуге | Госпођа Гогинс, Сара Клифтон, Сара Гилбертсон, Мира                                          |
| 2013.        | Моја чудовишта и ја                     | Кејт Карлсон                                                                                 |
| 2014.        | Марта - пас који говори (С4-5)          | Хелен                                                                                        |
| 2014.        | Шум фу Том (Лаудворкс)                  | Шумчитељица                                                                                  |
| 2014.        | Раја рикша                              | Боба                                                                                         |
| 2014.        | Дрво фу Том (Лаудворкс)                 | Уча                                                                                          |
| 2014.        | Марта - пас који говори (С4)            | Хелен Лоренс                                                                                 |
| 2014.        | Поштар Пет (Студио)                     | Госпођа Гогинс, Сара Клифтон                                                                 |
| 2014.        | Пустоловине са браћом Крет (С3)         | Коки, Донита Доната                                                                          |
| 2014.        | Слоница Ела                             | Госпођа Бригс                                                                                |
| 2017.        | Аутомобили 3                            | Фло                                                                                          |